# Мікробіом людини

Шлунково-кишковий тракт населяють різноманітні види корисних бактерій, загальна кількість клітин яких більша, ніж кількість клітин тіла людини

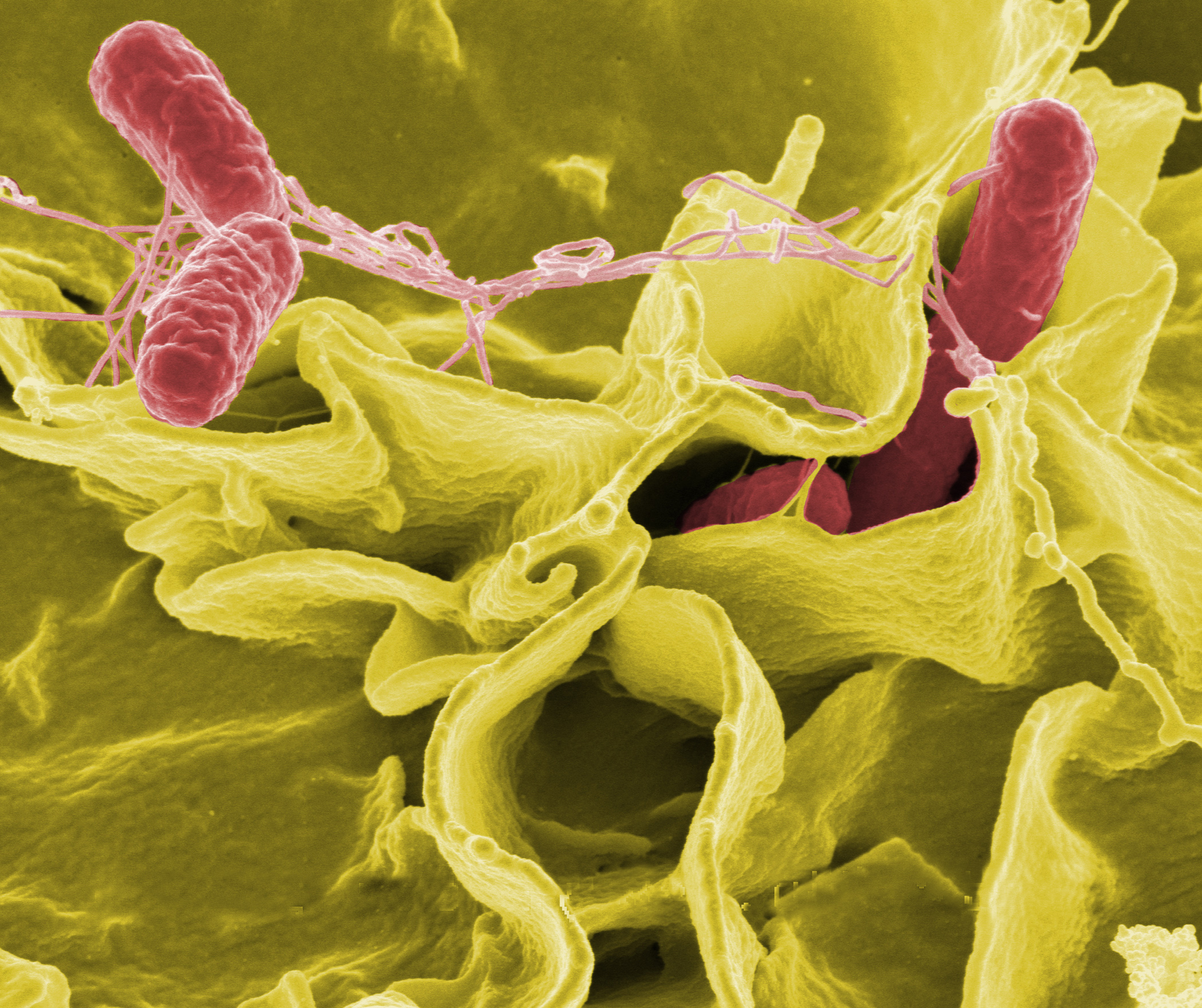
Електронна мікрофотографія з підсиленими кольорами, Salmonella typhimurium (червона) вторгається до людських клітин у культурі

На Землі існує близько 1 трильйона (1 000 000 000 000) видів мікроорганізмів. Геноми лише 100 000 видів мікроорганізмів поки секвеновані. І лише близько 1 % з них (1400 видів) можуть спричиняти захворювання у людей. Всі інші 99 % видів мікроорганізмів для людини або нейтральні, або корисні.

## Корисні бактерії— здоровий мікробіом
У тілі здорової людини міститься в 10 разів більш бактеріальних клітин, ніж власних клітин. Більшість бактерій знаходяться на шкірі і в травному тракті, причому в кишках їх в 10 раз більше на одиницю площі ніж на шкірі. Завдяки їхнім вкрай малим розмірам, бактерії-коменсали усюди населяють тіла тварин і рослин майже всюди. Присутність корисних бактеріальних колоній також перешкоджає зростанню потенційно хвороботворних (патогенних) бактерій (зазвичай через конкурентне виключення). Колонії різних видів бактерій утворюють екосистему, в якій співіснують чи, навіть, доповнюють одна-одну. Відчуття кворуму, зумовлене вторинними метаболітами, дозволяє бактеріям контролювати спільну діяльність і адаптує їхні фенотипи до біотичного середовища, що призводить, наприклад, до адгезії між клітинами або утворення біоплівки.
У здорової людині присутні близько 1000 досліджених видів бактерій, здебільшого у кишці як мікробіота (мікрофлора) кишки, де вони утворюють екосистему і сприяють нормальному травленню, імунітету кишки і організмі в цілому, синтезують ферменти, білки, коротколанцюгові жирні кислоти (бутират), вітаміни (фолієву кислоту, вітамін K, біотин тощо), пептиди та амінокислоти, біосурфактанти, органічні кислоти, а також розчиняють за рахунок ферментації складні нерозчинні вуглеводи — харчові волокна (клітковину).
Бактерії кишки споживають, переважно, рослинні харчові волокна (клітковину). Мінімальна добова потреба харчових волокон — 25 г для жінок і 38 г для чоловіків. Основні джерела харчових волокон для живлення здорової мікробіоти кишки — овочі (особливо коренеплоди та зелень), фрукти (яблука, банани, ягоди, цитрусові, та всі інші фрукти), висівки (клітковина), цільнозернові каші, бобові, спеції, насіння (гарбуза, коноплі тощо), гриби та водорості, та, особливо, ферментовані продукти — містять і харчові волокна, і корисні бактерії, які її перетравлюють і заселяють кишки людини (квашена капуста, кефір, йогурт, натто, кімчі).
Бактерії, які пропонують деяку вигоду людині-хазяїну, включають представників роду Lactobacillus, які перетворюють молочні білки на молочну кислоту в кишці.
Різноманіття складу мікробіоти (різних видів мікроорганізмів) є однією з основних умов здоров'я кишки та організма в цілому. Тому для здоров'я мікрофлори кишки доцільним є вживання якомога більшої кількості різних продуктів із високим вмістом клітковини, особливо фруктів, овочів, спецій та ферментованих продуктів.

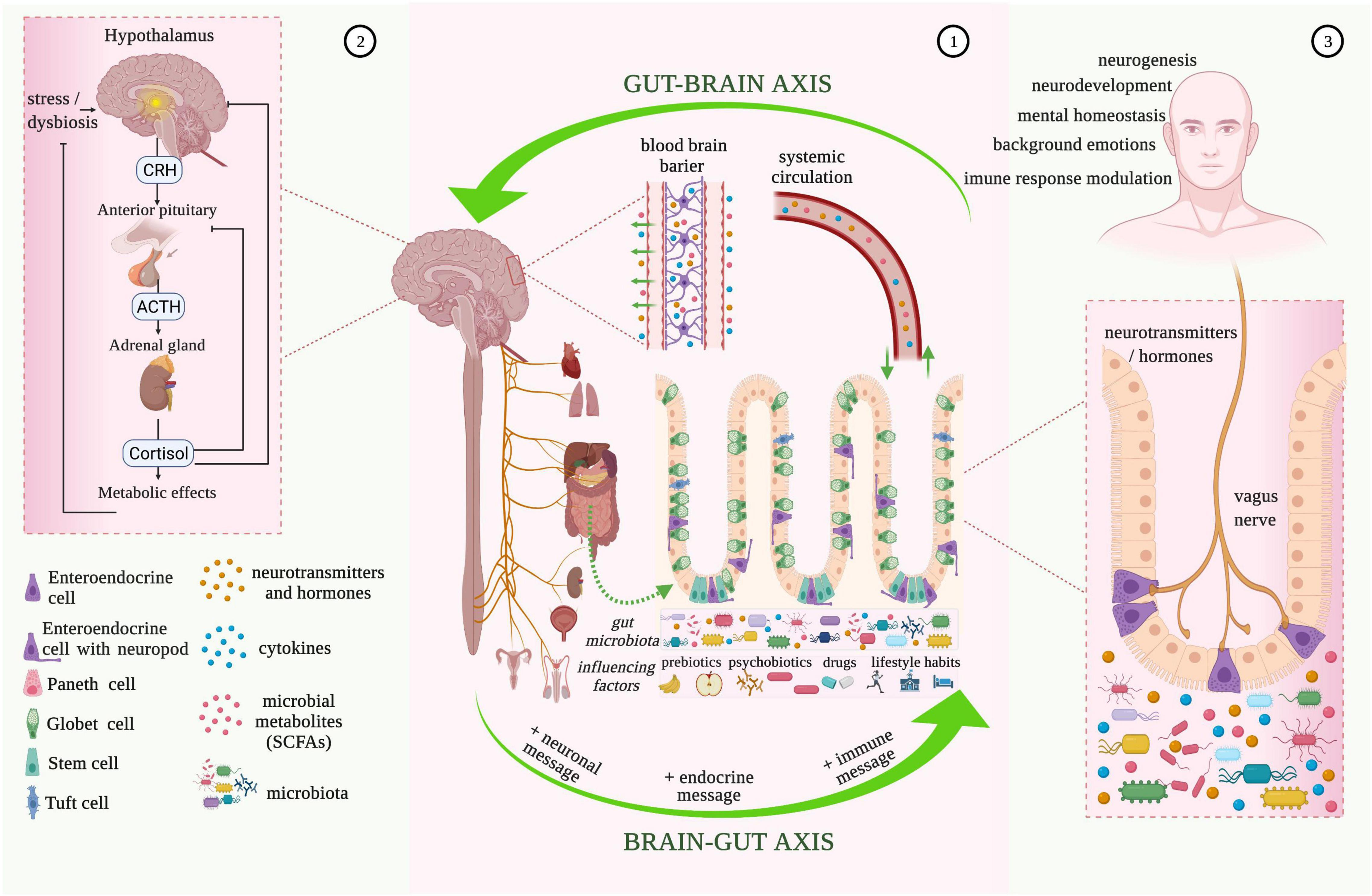
Вісь «мозок-кишечник», двосторонній за'язок

Регулярне вживання різноманітних харчових волокон, та додаткове вживання пребіотиків та постбіотиків, мають достовірний позитивний ефект на психічне здоров'я і профілактику різних психічних розладів.
Дослідження 2021 року, яке охопило понад 40000 сімей у Великобританії, показало, що регулярне вживання фруктів, овочів та регулярні помірні фізичні навантаження, достовірно підвищують відчуття щастя, незалежно від рівня доходів, місця проживання, статі, освіти чи вікової групи. Частково це пояснюється оптимізацією метаболізму серотоніну — нейромедіатора «гарного настрою та щастя», більшість (до 90 %) якого виробляється в кишці людини за участі здорової мікробіоти.

## Хвороботворні бактерії
Хоча більшість (~99 %) бактерій нейтральні або корисні, деякі бактерії можуть спричиняти інфекційні захворювання за певних обставин.
Хвороботворні бактерії — це мікроорганізми, які можуть спричинити захворювання людини, тварин чи рослин. Такі бактерії пристосувалися до паразитичного способу живлення в тканинах організму хазяїна або на його зовнішніх покривах.
Найрезонанснішою бактеріальною хворобою зараз є туберкульоз, який спричинює бактерія Mycobacterium tuberculosis, яка призводить до смерті близько двох мільйонів людей на рік, здебільшого в Південній та Центральній Африці. Хвороботворні бактерії спричинюють й інші глобально важливі хвороби, наприклад пневмонію, яку можуть породити багато бактерій, таких як Streptococcus і Pseudomonas, і кишкові інфекції, які спричинюють такі бактерії як Shigella, Campylobacter і Salmonella. Хвороботворні бактерії також спричинюють й інші хвороби, зокрема, правець, черевний тиф, дифтерія, сифіліс, проказа, тощо.
Постулати Коха, запропоновані Робертом Кохом в 1890, — критерії, створені для встановлення причинних взаємовідношень між підозрюваним мікроорганізмом-збудником і хворобою. Збудника інколи виявляють навіть для тих хвороб, які протягом довгого часу вважали зумовленими іншими причинами, наприклад, збудником виразки шлунку вважають на сьогодні бактерію Helicobacter pylori, яку відкрили тільки на початку 1990-х років.
Кожний вид патогенних бактерій має характерну картину взаємодії з людиною-хазяїном. Деякі бактерії, наприклад Staphylococcus або Streptococcus, можуть спричинити інфекційні хвороби шкіри, пневмонію, менінгіт і навіть сепсис, системну запалювальну відповідь, що приводить до глибоких порушень гемодинаміки, поліорганної недостатності та смерті. При тому ці організми — частина нормальної людської флори і зазвичай існують на шкірі або в дихальному тракті без породження будь-якої хвороби. Інші мікроорганізми незмінно спричинюють хворобу в людині, наприклад бактерії роду Rickettsia, які є облігатними внутріклітинними паразитами, здатними рости і розмножуватися тільки в межах клітин інших організмів. Один із видів роду Rickettsia — Rickettsia prowazekii спричинює епідемічний висипний тиф, інший вид Rickettsia rickettsii — плямисту гарячку Скелястих Гір. Chlamydia, інший рід облігатних внутрішньоклітинних паразитів містить види, які можуть спричинювати пневмонію та інфекції сечового тракту і, можливо, коронарну хворобу серця. Деякі види, наприклад, Pseudomonas aeruginosa, Burkholderia cenocepacia, і Mycobacterium avium, є опортуністичними патогенами і спричинюють хворобу переважно в людей, які страждають на пригнічення імунної системи, СНІД або кістозний фіброз.
Бактеріальні інфекції часто можуть лікувати за допомогою антибіотиків, які називаються бактеріцидними, якщо вони вбивають бактерії, або бактеріостатичними, якщо вони тільки запобігають росту бактерій. Існує багато типів антибіотиків і кожен клас інгібує процес у патогені, не зачіпаючи такі механізми в хазяїна. Прикладом такої добірної токсичності є хлорамфенікол, який перешкоджає роботі бактеріальних рибосом, але не впливає на структурно відмінні рибосоми еукаріотів. Антибіотики використовують як для лікування хвороб людей, так і в інтенсивному сільському господарстві, щоб підтримувати стабільний ріст тварин та рослин, але таке використання сприяє швидкому розвитку резистентності (стійкості до антибіотиків) у бактерій. Деяким інфекційним хворобам можна запобігти за допомогою антисептиків, наприклад, стерилізуванням шкіри перед проникненням голкою шприца і правильним доглядом за катетерами у медицині. Хірургічні та стоматологічні інструменти також мають бути простерилізованими, щоб запобігти забрудненню і бактеріальним ускладненням. Дезинфікуючі засоби, наприклад, вибілювачі, використовують для знищення бактерій та інших патогенів на поверхнях, щоб запобігти забрудненню і скоротити ризик інфекції.
Серед прихильників неофіційної альтернативної медичної течії натуропатії існує думка, що частина видів хвороботворних бактерій не є власне шкідливими, а є симбіотними для носія за деяких обставин, наприклад, коли в організмі накопичується поживне середовище для таких бактерій, яке вони утилізують.

## Мікробіом та мікробіота
Ці терміни часто використовуються як синоніми. Але вони мають дещо інші тлумачення.
Мікробіом — сукупність усіх мікроорганізмів та їхніх генів у певному середовищі (частіше, у всьому організмі). До можливих представників екосистеми мікробіому відносять бактерії, археї, гриби, водорості, дрібні найпростіші, фаги, віруси, плазміди та їх відокремлений генетичний матеріал.
Мікробіота — це сукупність тільки мікроорганізмів (без генів) у певному середовищі (мікробіота кишки, шкіри тощо).

### Книги
- Nar Singh Chauhan and Suneel Kumar (2023). Microbiome Therapeutics. Elsevier. ISBN 978-0-323-99336-4.
- Rising stars in Microbiome in Health and Disease: 2022 (відкритий доступ: pdf, epub) / Ping Li та ін., 2022 — Frontiers in Cellular and Infection Microbiology. ISBN 978-2-8325-2395-7.
- Мікроби гарні та не дуже. Здоров'я і виживання у світі бактерій. / Джессіка Снайдер Сакс, 2018. — Книжковий клуб «Клуб Сімейного Дозвілля». ISBN 978-617-12-4325-5
- Follow your gut: the enormous impact of tiny microbes. / Knight, Rob, 2015. — Simon & Schuster. ISBN 978-1-4423-7588-8.

### Журнали
Деякі з наукових журналів, які висвітлюють теми мікробіому людини:
- Nature Microbiology
- Nature Reviews Microbiology
- Journal of Clinical Microbiology
- Journal of Bacteriology
- Microbiome
- Gut Microbes
- Bioscience of Microbiota, Food and Health

### Відео
- Як наші мікроби роблять нас тими, ким ми є — Роб Найт, TED, 2014. (укр. субтитри)
- Як їжа, яку ви їсте, впливає на ваш кишківник — Шилпа Равелла, TED, 2017.
- Як кишкові мікроби, з якими ви народилися, впливають на ваше здоров'я протягом усього життя — Хенна-Марія Уусітупа, TED, 2020.
- Dr. Justin Sonnenburg: How to Build, Maintain & Repair Gut Health | Huberman Lab Podcast #62, 2022.